# Milon Ier de Montlhéry
Milon Ier, dit le Grand était seigneur de Montlhéry, mort vers 1102 et fils de Gui Ier de Montlhéry et d'Hodierne de Gometz.
Sa première épouse est inconnue. Il épousa en secondes noces Lithuise de Soissons, fille de  Guillaume Busac d'Eu, comte de Soissons, et d'Adélaïde de Soissons (on l'a confondue avec Adélaïde/Adela/Lithuise, une fille d'Étienne-Henri de Blois, comte de Blois, de Chartres et de Meaux). Milon sera à l'occasion fait vicomte de Troyes.
Il participe à la première croisade, et meurt en 1102 à la seconde bataille de Ramla.
Il avait eu pour enfants :
- Guy Trousseau, seigneur de Montlhéry ;
- Milon II de Montlhéry (†1118), seigneur de Bray, vicomte de Troyes ;
- Elisabeth de Montlhéry, dame de Bures, mariée à Thibaut de Dampierre : grands-parents de Guillaume Ier ;
- Emmeline de Montlhéry (†1121), mariée à Hugues II de Broyes, dit Bardoul, seigneur de Broyes ;
- Renaud II de Montlhéry (†1122), évêque de Troyes ;
- Ermessende de Montlhéry, qui épouse Manassès Ier, seigneur de Villemaur.